# 拳头和玫瑰

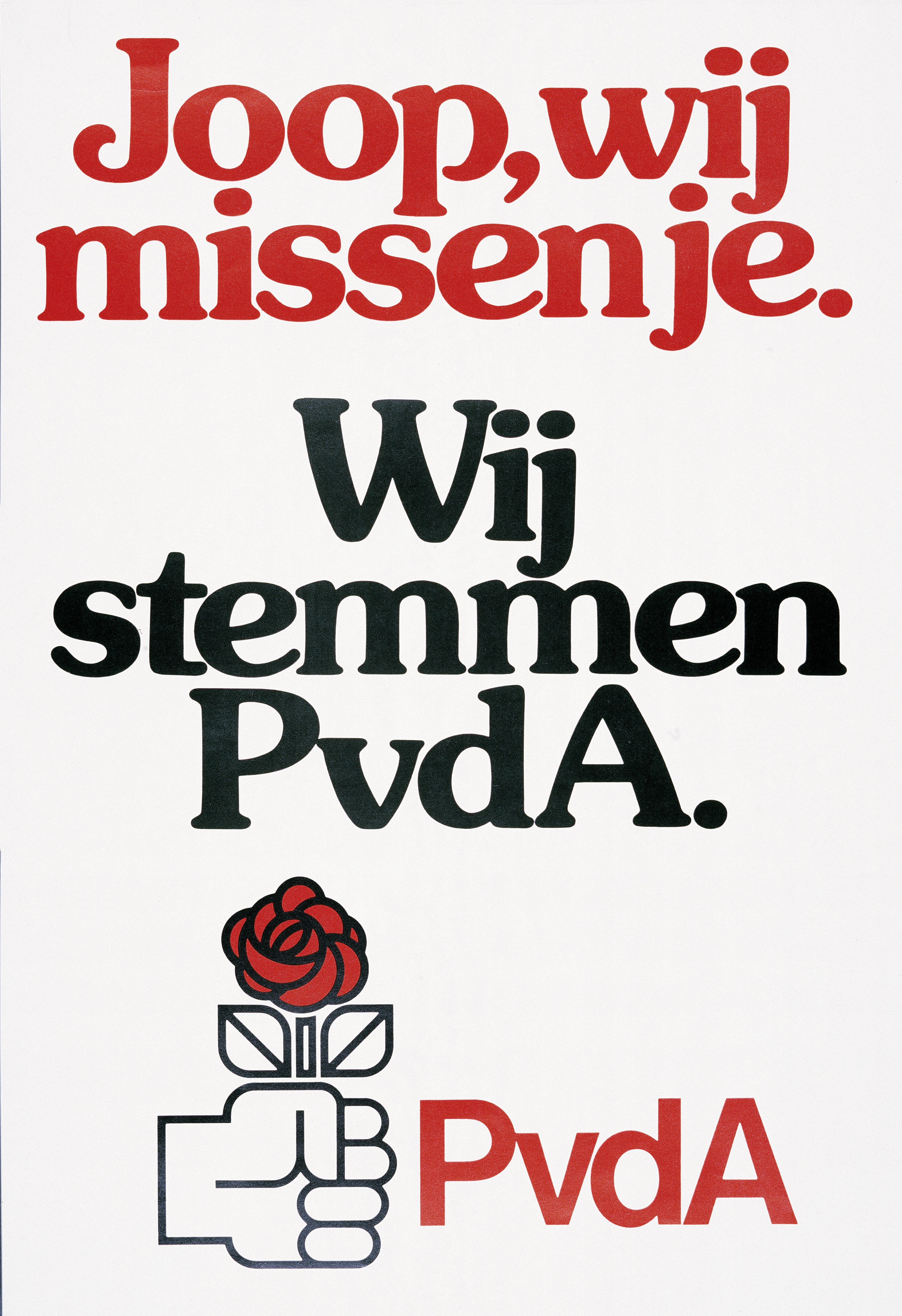
1978年省级选举中荷兰工党的竞选海报

拳头和玫瑰（英語：Fist and rose），有时称为拳握玫瑰或握拳玫瑰，是一个标志，过去或现在被全球多个左翼和中左翼政党和政治组织使用。
该标志描绘了一朵玫瑰，象征在社会主义政府领导下更美好生活的承诺，同时由拳头紧握，象征为实现这一目标所需的积极行动和团结。玫瑰呈现出与左翼政治相关的红色，近年来的版本则添加了绿色叶子，以反映日益受到关注的环境问题。该设计包含了源自社会主义和社会民主主义历史的政治象征，亦暗指1960年代反文化运动。
1969年，法国平面艺术家马克·博内特设计了该标志，并于1971年成为法国社会党的官方标志。此后，该标志经轻微或大幅修改后，被欧洲、非洲、美洲和亚洲的多个政党采用，但一些政党在20世纪末停止使用它。1979年，社会党国际也采用该标志。此标志常被用作一种吸引人的视觉替代方案，以区别于共产主义的鐮刀錘頭，并表示政党与社会党国际的关联以及与其他外国左翼政党的亲近关系。